# Nerdrum (przystanek kolejowy)
Nerdrum – kolejowy przystanek osobowy w Nerdrum, w regionie Akershus w Norwegii, jest oddalony od Oslo Sentralstasjon o 24,43 km a od Lillestrøm o 6,60 km.

## Ruch pasażerski
Leży na linii Kongsvingerbanen. Jest elementem  kolei aglomeracyjnej w Oslo - w systemie SKM ma numer  460.  Obsługuje Oslo Sentralstasjon, Årnes i Kongsvinger. Pociągi odjeżdżają co pół godziny w szczycie i co godzinę poza godzinami szczytu; część pociągów nie zatrzymuje się na wszystkich stacjach. 

## Obsługa pasażerów
Wiata, automat biletowy, parking na 60 miejsc, parking rowerowy.